# تسوتومو فوجهارا
تسوتومو فوجِهارا (باليابانية: 藤原 務) (مواليد 13 أكتوبر 1980)، هو لاعب كرة قدم ياباني سابق كان يلعب كحارس مرمى.

## وصلات خارجية
- تسوتومو فوجهارا على موقع رابطة كرة القدم اليابانية للمحترفين (اليابانية)
- تسوتومو فوجهارا على موقع عالم كرة القدم.نت (الإنجليزية)